# 天津港股份
天津港股份有限公司 （上交所：600717） ，前身是天津港儲運股份有限公司，是中國天津的一間物流公司，成立於1992年。1996年6月14日天津港儲運股份在上海證券交易所以A股形式上市。1998年起，公司更名為「天津港股份」。母公司是天津港(集團)。

## 外部連結
- 天津港(集團)有限公司（页面存档备份，存于）
- 天津港股份有限公司（页面存档备份，存于）